# Schargalma Otschirowna Zyrenowa
Schargalma Otschirowna Zyrenowa (russisch Жаргалма Очировна Цыренова; englische Transkription: Zhargalma Ochirovna Tsyrenova; * 9. Juni 1989) ist eine russische Ringerin. Sie wurde 2013 Vize-Europameisterin in der Gewichtsklasse bis 59 kg Körpergewicht.

## Werdegang
Schargalma Zyrenowa stammt aus Burjatien, wo sie als Jugendliche auch mit dem Ringen begann. Jetzt lebt sie in Moskau und gehört einem dortigen Ringerclub an. Trainiert wurde bzw. wird sie von Wladimir Gulgenow, Juri A. Skryljow und Massim Molonow. Sie ist Studentin.
Ihren ersten internationalen Start absolvierte sie auch als Studentenringerin bei der Universitäten-Weltmeisterschaft 2006 in Ulan-Bator, wo sie in der Gewichtsklasse bis 55 kg den 5. Platz belegte. 2008 wurde sie in Thessaloniki sogar Universitäten-Weltmeisterin in der Gewichtsklasse bis 59 kg, in der sie in der Folgezeit immer startete. Sie siegte in Thessaloniki vor Sofia Poumpouridou aus Griechenland und Othella Feroleto-Lucas aus den Vereinigten Staaten.
2008 gewann Schargalma Zyrenowa mit einem 3. Platz ihre erste Medaille bei einer russischen Damen-Meisterschaft in der Gewichtsklasse bis 59 kg. Vor ihr platzierten sich nur Julija Rekwawa und Margaret Fatkulina. 2009 wurde sie russische Vizemeisterin hinter Olga Kiossowa und vor Julija Rekwawa und Margaret Fatkulina. 2010 gewann sie bei dieser Meisterschaft eine Bronzemedaille hinter Jekaterina Wjunowa und Margaret Fatkulina. 2012 gewann sie dann bei einer russischen Meisterschaft hinter Jekaterina Melnikowa und Natalja Golz noch einmal eine Bronzemedaille.
In den Jahren 2009 bis 2013 erreichte Schargalma Zyrenowa bei verschiedenen Turnieren der besten internationalen Klasse einige sehr gute Platzierungen. Zu einem weiteren Einsatz bei einer internationalen Meisterschaft kam sie aber erst wieder im Jahre 2013. Sie startete in diesem Jahr bei der Europameisterschaft in Tiflis und gewann dort mit Siegen über Ana Meier, Portugal, Mimi Christowa, Bulgarien und Hafize Sahin, Türkei, bei einer Niederlage im Finale gegen Anastassia Huchok aus Weißrussland eine EM-Silbermedaille.

## Internationale Erfolge
| Jahr | Platz | Wettbewerb                                      | Gewichtsklasse | Ergebnisse |
| 2006 | 5.    | Universitäten-WM in Ulan-Bator                  | bis 55 kg      | Siegerin: Naidangiin Otgondschargal, Mongolei vor Chikako Matsukawa, Japan                                                                          |
| 2008 | 1.    | Universitäten-WM in Thessaloniki                | bis 59 kg      | vor Sofia Poumpouridou, Griechenland, Othella Feroleto-Lucas, USA und Hou Min-wen, Taiwan                                                           |
| 2009 | 3.    | Pokalturnier in Tschechow                       | bis 59 kg      | hinter Jelena Filipowa, Weißrussland und Wiktorija Sagainowa, Russland, gemeinsam mit Margareta Fatkulina, Russland                                 |
| 2010 | 3.    | Großer Preis von Deutschland in Dormagen        | bis 59 kg      | hinter Ewelina Gryvik, Schweden und Margareta Fatkulina, vor Jelena Filipowa                                                                        |
| 2010 | 2.    | Pokalturnier in Tschechow                       | bis 59 kg      | hinter Anna Polownewa, Russland, vor Walerija Scholobowa, Russland und Tatjana Padilla, USA                                                         |
| 2011 | 2.    | "Iwan-Yarigin"-Golden-Grand-Prix in Krasnojarsk | bis 59 kg      | hinter Anna Polownewa, vor Galina Doltschenko, Russland und Olga Butkewitsch, Großbritannien                                                        |
| 2011 | 3.    | Pokalturnier in Tschechow                       | bis 59 kg      | hinter Anna Polownewa und Swetlana Lipatowa, beide Russland, gemeinsam mit Hanna Wassylenko, Ukraine                                                |
| 2012 | 2.    | "Alexander-Medwed"-Preis in Kiew                | bis 59 kg      | hinter Jekaterina Wjunowa, Russland, vor Kristina Zan und Natalja Maslowskaja, beide Weißrussland                                                   |
| 2012 | 1.    | Pokalturnier in Lobnja                          | bis 59 kg      | vor Swetlana Lipatowa, Jekaterina Wjunowa und Angela Titenko, alle Russland                                                                         |
| 2013 | 1.    | "Iwan-Yarigin"-Golden-Grand-Prix in Krasnojarsk | bis 59 kg      | vor Anna Polownewa und Swetnana Lipatowa, beide Russland und Ajako Ito, Japan                                                                       |
| 2013 | 2.    | EM in Tiflis                                    | bis 59 kg      | nach Siegen über Ana Meier, Portugal, Mimi Christowa, Bulgarien und Hafize Sahin, Türkei und einer Niederlage gegen Anastassia Huchok, Weißrussland |
| 2013 | 2.    | Großer Preis von Deutschland in Dormagen        | bis 59 kg      | hinter Braxton Rei Stone, Kanada, vor Hafize Sahin und Angela Titenko                                                                               |
| 2013 | 5.    | Universiade in Kasan                            | bis 59 kg      | Siegerin: Julija Ratkewitsch, Zweite: Allison Ragan, USA                                                                                            |

## Russische Meisterschaften
| Jahr | Platz | Gewichtsklasse | Ergebnisse                                                                               |
| 2008 | 3.    | bis 59 kg      | hinter Julija Rekwawa und Margareta Fatkulina, gemeinsam mit Jekaterina Nowizkaja        |
| 2009 | 2.    | bis 59 kg      | hinter Olga Kiossowa, vor Julija Rekwawa und Margareta Fatkulina                         |
| 2010 | 3.    | bis 59 kg      | hinter Jekaterina Wjunowa und Margareta Fatkulina, gemeinsam mit Jekaterina Teleljuchina |
| 2012 | 3.    | bis 59 kg      | hinter Jekaterina Melnikowa und Natalja Golz, gemeinsam mit Anna Polownewa               |

## Erläuterungen
- alle Wettkämpfe im freien Stil
- WM = Weltmeisterschaft, EM = Europameisterschaft